# Nombre pyramidal carré

Le 4e nombre pyramidal carré est
1 + 2 + 3 + 4 = 1 + 4 + 9 + 16 = 30.

En arithmétique géométrique, un nombre pyramidal carré est un nombre figuré qui peut être représenté par une pyramide de base carrée, dont chaque couche représente un nombre carré.
Les dix premiers sont 1, 1+4 = 5, 5+9 = 14, 14+16 = 30, 55, 91, 140, 204, 285 et 385.
On montre par récurrence que pour tout entier n ≥ 1, le n-ième nombre pyramidal carré, somme des n premiers nombres carrés, est égal à :

## Propriétés
Le n-ième nombre pyramidal carré est le quart du (2n)-ième nombre tétraédrique.
La somme des n-ième et (n – 1)-ième nombres pyramidaux carrés est le n-ième nombre octaédrique.
Les deux seuls nombres pyramidaux carrés qui sont des nombres carrés sont P1(4) = 1 = 12 et P24(4) = 4 900 = 702. Ce résultat, conjecturé par Édouard Lucas en 1875, fut achevé d'être prouvé par George Neville Watson en 1918, ce qui résout le « problème des boulets de canon » : peut-on former, avec le même nombre de boulets, un carré étalé au sol et une pyramide de base carrée ?
On ne connait que 4 nombres pyramidaux carrés qui soient triangulaires : 1, 55, 91 et 208 335 ; voir la suite A027568 de l'OEIS.

## Un exemple: Nombre de carrés dans une grille carrée
Combien y a-t-il de carrés distincts dans une grille carrée n x n ?
- Le nombre de carrés 1 x 1 est n2.
- Le nombre de carrés 2 x 2 est (n - 1)² , comme on peut le voir en formant une première ligne de carrés 2 x 2 en haut de la grille.
- Plus généralement, le nombre de carrés k x k   (1 ≤ k ≤ n) est (n − k + 1)2.

Le nombre total de carrés (petits et grands) est alors donné par le nombre pyramidal carré correspondant : 1 carré dans une grille 1 x 1, 5 carrés (un 2 x 2 et quatre 1 x 1 ) dans une grille 2 x 2, ... 55 carrés de taille  1, 2, 3, 4 ou 5 dans une grille 5 x 5...